# Басия-ди-Сан-Жуан (микрорегион)

Басия-ди-Сан-Жуан на карте.

Басия-ди-Сан-Жуан (порт. Microrregião da Bacia de São João) — микрорегион в Бразилии, входит в штат Рио-де-Жанейро. Составная часть мезорегиона Байшадас-Литоранеас. Население составляет 	162 372	 человека (на 2010 год). Площадь — 	1627,362	 км². Плотность населения — 	99,78	 чел./км².

## Демография
Согласно сведениям, собранным в ходе переписи 2010 г. Национальным институтом географии и статистики (IBGE), население микрорегиона составляет:						
| Полное население                             | Полное население                             | Полное население                             | Полное население                             | 162 372 |
| -------------------------------------------- | -------------------------------------------- | -------------------------------------------- | -------------------------------------------- | ------- |
| в том числе:                                 | Городское население                          | 144 547                                      | Процент городского населения, %              | 89,02   |
|                                              | Сельское население                           | 17 825                                       | Процент сельского населения, %               | 10,98   |
|                                              | Мужское население                            | 80 438                                       | Процент мужского населения, %                | 49,54   |
|                                              | Женское население                            | 81 934                                       | Процент женского населения, %                | 50,46   |
| Плотность населения, чел/км²                 | Плотность населения, чел/км²                 | Плотность населения, чел/км²                 | Плотность населения, чел/км²                 | 99,78   |
| Население микрорегиона в % к населению штата | Население микрорегиона в % к населению штата | Население микрорегиона в % к населению штата | Население микрорегиона в % к населению штата | 1,02    |

## Статистика
- Валовой внутренний продукт на 2003 год составляет 8 199 990 957,00 реалов (данные: Бразильский институт географии и статистики).
- Валовой внутренний продукт на душу населения на 2003 год составляет 91 490,45 реалов (данные: Бразильский институт географии и статистики).

## Состав микрорегиона
В составе микрорегиона включены следующие муниципалитеты:
1. Казимиру-ди-Абреу
2. Риу-дас-Острас
3. Силва-Жардин